# Julian Larcombe Schley

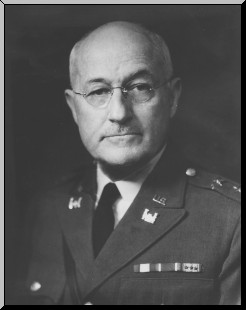
Julian Larcombe Schley

Julian Larcombe Schley (* 23. Februar 1880 in Savannah, Georgia; † 29. März 1965 in Washington, D.C.) war ein US-amerikanischer Offizier. Zwischen 1932 und 1936 war er Gouverneur der Panamakanalzone.

## Werdegang
Julian Schley besuchte bis 1898 Schulen in Lawrenceville (New Jersey). Danach absolvierte er im Jahr 1903 die United States Military Academy in West Point. Anschließend begann er eine lange Offizierslaufbahn in der United States Army, in der er bis zum Generalmajor aufstieg. Er wurde dem Army Corps of Engineers zugeteilt. Dabei bekleidete er im Lauf der Zeit verschiedene militärische Positionen. Zwischen 1909 und 1912 unterrichtete er an der Militärakademie in West Point. In den Jahren 1916 und 1917 war er in New Orleans stationiert, wo er für Verbesserungen entlang des Mississippi und am dortigen Hafen verantwortlich war. Er diente während des Ersten Weltkrieges und war danach von 1919 bis 1921 Mitglied des War Departments of Claims. Danach bekleidete er Kommandos in Nashville und Galveston, wo er erneut für die Instandhaltung der Hafenanlagen verantwortlich war. Von 1928 bis 1932 oblag ihm die Wartung des Panamakanals.
Im Jahr 1932 wurde Schley als Nachfolger von Harry Burgess zum neuen Gouverneur der Panamakanzone ernannt. Dieses Amt übte er bis 1936 aus. Damals litt auch der Kanal unter den Folgen der Weltwirtschaftskrise, was zu einem Rückgang des Schiffsverkehrs führte. Dadurch kam es zu Mindereinnahmen, denen Schley mit einem Stellenabbau begegnete, um Geld einzusparen. Schley war während seiner Zeit als Gouverneur auch militärischer Berater der Republik Panama. In den Jahren 1936 und 1937 leitete er die Army Engineer School und wurde anschließend zum Chief of Engineers ernannt. 1941 trat er in den Ruhestand. Während des Zweiten Weltkrieges wurde er im Jahr 1943 reaktiviert und nahm als Generalmajor am weiteren Kriegsverlauf bis 1945 teil. Danach ging er endgültig in den Ruhestand. Julian Schley starb am 29. März 1965 in der Bundeshauptstadt Washington und wurde auf dem Nationalfriedhof Arlington in Virginia beigesetzt.